# Kazuki Satō (Fußballspieler, 1993)
Kazuki Satō (japanisch 佐藤 和樹 Satō Kazuki; * 18. Mai 1993 in Nagoya) ist ein japanischer Fußballspieler.

## Karriere
Satō erlernte das Fußballspielen in der Jugendmannschaft von Nagoya Grampus. Hier unterschrieb er 2012 auch seinen ersten Profivertrag. Der Verein aus Nagoya spielte in der höchsten japanischen Liga, der J1 League. Für den Verein absolvierte er vier Erstligaspiele. 2016 wechselte er zum Zweitligisten Mito HollyHock. Für den Verein absolvierte er 11 Ligaspiele. Im September 2017 wechselte er zum Drittligisten Kataller Toyama. Für den Verein absolvierte er 14 Ligaspiele. 2019 wechselte er nach Hachinohe zum Ligakonkurrenten Vanraure Hachinohe. Nach 53 Ligaspielen wechselte er im März 2021 zum Fukushima United FC nach Fukushima. Nach drei Ligaspielen für Fukushima kehrte er im August 2021 wieder nach Hachinohe zurück.